# Mauvaise Humeur
Mauvaise Humeur est une nouvelle d’Anton Tchekhov, parue en 1884.

## Historique
Mauvaise Humeur est initialement publiée dans la revue russe Les Éclats, no 52, du 29 décembre 1884, signée Antocha Tchékhonté.

## Résumé
Le commissaire de police Sémione Pratchkine a perdu huit roubles au jeu hier soir. La somme est insignifiante et il pourrait la récupérer en allant chez le propriétaire du cabaret, mais son avarice et sa mauvaise humeur ne lui laissent aucun répit.
Pourquoi a-t-il accepté de jouer ? Pourquoi avoir joué l’as de trèfle ? Son fils, qui lit à haute voix du Pouchkine dans la pièce à côté, va faire les frais de cette mauvaise humeur : « Vania ! Arrive ici que je te fouette pour le carreau que tu as cassé hier ».

## Édition française
- Mauvaise Humeur, traduit par Madeleine Durand et André Radiguet (révisé par Lily Denis), in Œuvres I, Paris, Éditions Gallimard, coll. « Bibliothèque de la Pléiade » no 197, 1968  (ISBN 978-2-07-0105-49-6).